# Bela Reka
Bela Reka (cyr. Бела Река) – wieś w Serbii, w okręgu maczwańskim, w mieście Šabac. W 2011 roku liczyła 806 mieszkańców.